# Seven Rio
Seven Rio – глибоководне трубоукладальне судно, споруджене у 2015 році на замовлення компанії Subsea 7.

## Характеристики
Судно спорудили на нідерландській верфі компанії IHC Offshore & Marine у Krimpen aan den Ijssel (східна частина роттердамської агломерації), а своє головне знаряддя – трубоукладальну вежу, воно отримало від компанії Huisman, виробничий майданчик якої знаходиться у Східамі (західна сторона тієї ж агломерації).
Seven Rio здатне провадити укладання гнучких труб діаметрами від 50 до 648 мм на глибинах до 3000 метрів. Воно обладнане краном вантажопідйомністю 100 тон та трубоукладальною вежею з показником 550 тон. Його робоча палуба площею 1200 м2 розрахована на максимальне навантаження 5 тон/м2, а у окремих місцях – до 10 тон/м2. Гнучкі труби розміщуються під палубою на двох каруселях ємністю 2500 та 1500 тонн.
Судно має два дистанційно керовані підводні апарати (ROV) типу Forum XLX-C, здатні виконувати завдання на глибинах до 3000 метрів.
Пересування до місця виконання робіт здійснюється із операційною швидкістю 13 вузлів. Точність встановлення на позицію забезпечується системою динамічного позиціювання DP2, а силова установка складається з шести двигунів Wartsila потужністю по 3,84 МВт.
На борту наявні каюти для 120 осіб. Доставка персоналу та вантажів може здійснюватись з використанням гелікоптерного майданчика судна даметром 22,2 метра, який розрахований на прийом машин типу Sikorsky S92 або Super Puma з вагою до 12,8 тонн.

## Завдання судна
Seven Rio разом з однотипними Seven Sun та Seven Cruzeiro відноситься до серії суден, спорудженої для робіт над проектами компанії Petrobras, яка провадила активне освоєння численних нафтогазових родовищ біля узбережжя Бразилії. Зокрема, вже на етапі випробувань передбачалось, що Seven Rio буде задіяне під час освоєння супергігантського нафтового родовища Лібра (видало першу продукцію в листопаді 2017-го).
Влітку 2017-го Petrobras заздалегідь подовжила контракт на використання Seven Rio до другого кварталу 2021 року.
Також можливо відзначити, що в 2010-х не лише Subsea 7 отримала великі підряди від бразильського нафтогазового гіганту. Зокрема, на тій же самій нідерландській верфі для Sapura Navegacao Maritima створили серію з п’яти суден (Sapura Diamante, Sapura Topazio та інші), які мали таку саме вантажопідйомність трубоукладальної вежі, вагу каруселей з трубами, силову установку та навіть розміри як і у Seven Rio. Обрана для них розмірність – довжина 146 метрів, ширина 30 метрів – пояснювалась саме вимогами з боку бразильських портів, на які суднам потрібно було базуватись протягом тривалого часу після завершення. 